# كأس ألمانيا 2011–12
كأس ألمانيا 2011–12 (بالألمانية: DFB-Pokal 2011/12)‏ هو الموسم 69 من  كأس ألمانيا. أشرف على تنظيمه اتحاد ألمانيا لكرة القدم، وكان عدد الأندية المشاركة فيه  64، وفاز فيه بوروسيا دورتموند.